# Bohumil Hanč
Bohumil Štěpán Hanč (19. listopadu 1886 Benecko – 24. března 1913 Labská bouda) byl český sportovec, lyžař, běžec na lyžích. Tragicky zahynul během mezinárodního závodu v běhu na lyžích na 50 kilometrů na hřebenech Krkonoš společně se svým přítelem Václavem Vrbatou o Velikonocích roku 1913, když se náhle extrémně zhoršilo počasí.

## 1907–1913
Dne 24. února 1907 získal svůj první titul z mistrovství zemí Koruny české v běhu na lyžích na 50 km. Šlo o teprve o druhý ročník mistrovského závodu. Druhý byl tehdy Emmerich Rath a třetí Josef Mejvald. Od té chvíle mohl užívat titul Mistr lyžař. Hanč získal mistrovský titul i v následujících letech 1908 a 1909. Potom musel na vojnu – sloužil jako četař v Sarajevu, v císařské armádě. Spolu s ním sloužil i krajan Václav Vrbata, se kterým se znal už ze Sokola a během vojenské služby se stali blízkými přáteli. Po vojně se oženil a se ženou Slavěnou (vlastním jménem Jaroslava *11.5.1890, +15.7.1940) čekal syna Bohumila (*3. května 1913, +26. března 1985).

## Osudný závod
Dne 24. března 1913 se konal 8. ročník padesátikilometrového mistrovského závodu v běhu na lyžích. Hanč v této sezóně dosáhl několika vítězství, a přestože manželce (tou dobou těhotné) slíbil skončit se závoděním, chtěl se ještě naposledy zúčastnit mistrovského závodu a z jejich nového domova v Hrabačově (nyní část Jilemnice) doslova utekl. Na závod pozval i Vrbatu, aby viděl jeho vítězství na královské trati.
Závod odstartoval v 7:10 od Labské boudy směrem k Martinovce. Teplota dosahovala mimořádně vysokých 8 °C, a proto všech 6 závodníků vyjelo na trať jen v košilích, bez čepic a rukavic. Hanč se krátce po startu ujal vedení. V 7:55 začalo pršet, u Sněžných jam šel do vedení Karel Jarolímek a u Vosecké boudy Oswald Bartel. U Violíku, před odbočkou k prameni Labe, se do čela vrátil Hanč a od té doby ho už nikdo nepředstihl. V 9:00 se výrazně ochladilo a déšť se změnil ve sněžení. Rath a Jarolímek vzdali kvůli odřeninám na nohou. Trasa pokračovala k Harrachovým kamenům, doleva na Zlaté návrší a odtud zpátky k Labské boudě, kde končilo první kolo.
V 10:20 došlo k dalšímu zvratu počasí, přišla vichřice a hustý mokrý sníh. U Vysokého kola vzdal dosud třetí Bartel a o něco později i druhý Josef Feistauer a poslední Josef Scheiner. Hanč zůstal na trati sám, ale neměl o tom ani tušení. U Nové Slezské boudy mu traťový komisař Kamil V. Muttich, akademický malíř a mj. autor němých značek Krkonoš, podal citrón a rukavice. U Violíku, v 11:52, už další traťový komisař Vladimír Záboj Vaina (pozdější první předseda Horské služby v Krkonoších) věděl, že za Hančem už hodinu nikdo další neprojel, a snažil se proto Mistra zastavit voláním a máváním. Ten ale v silné vichřici nerozuměl Vainovu volání a jeho mávání si zřejmě vysvětlil jako upozornění na směr trati. Na Vainu jenom mávl a pokračoval dál, směrem na Zlaté návrší. Tam, zcela zmožený mrazem, potkal v mlze svého přítele Vrbatu, který mu oddaně navlékl svůj kabát a čepici. Hanč pokračoval k Labské boudě a Vrbata začal sjíždět k Mísečkám, ale po chvíli se kvůli obavám o Hanče vrátil na hřeben a snažil se ho najít a pomoci mu.
Ve 13:15 se Rath, Jarolímek a rozhodčí Fischer vydali z Labské boudy hledat Hanče. Každý vyjel jiným směrem. Ve 13:45 našel Rath Hanče v mlze pod Zlatým návrším, ležícího, naprosto vysíleného, ale stále živého. Podařilo se mu ho odtáhnout asi půl kilometru směrem k Labské boudě, ale na další cestu už neměl sílu. Posadil ho proto k tyči, vrátil se pro své lyže a vyrazil pro pomoc do Labské boudy. Hanče pak na saních dopravili do Labské boudy, ale následné oživovací pokusy už byly marné a podchlazený a vyčerpaný Hanč zemřel na selhání srdce.
Vrbata mezitím objevil Hančovy ve sněhu zapíchnuté lyže a snažil se přítele v okolí najít, ale marně. Byl nalezen o něco později na návrší mezi Harrachovými kameny a Zlatým návrším, které se dnes na jeho počest nazývá Vrbatovo návrší.

## Pomníky

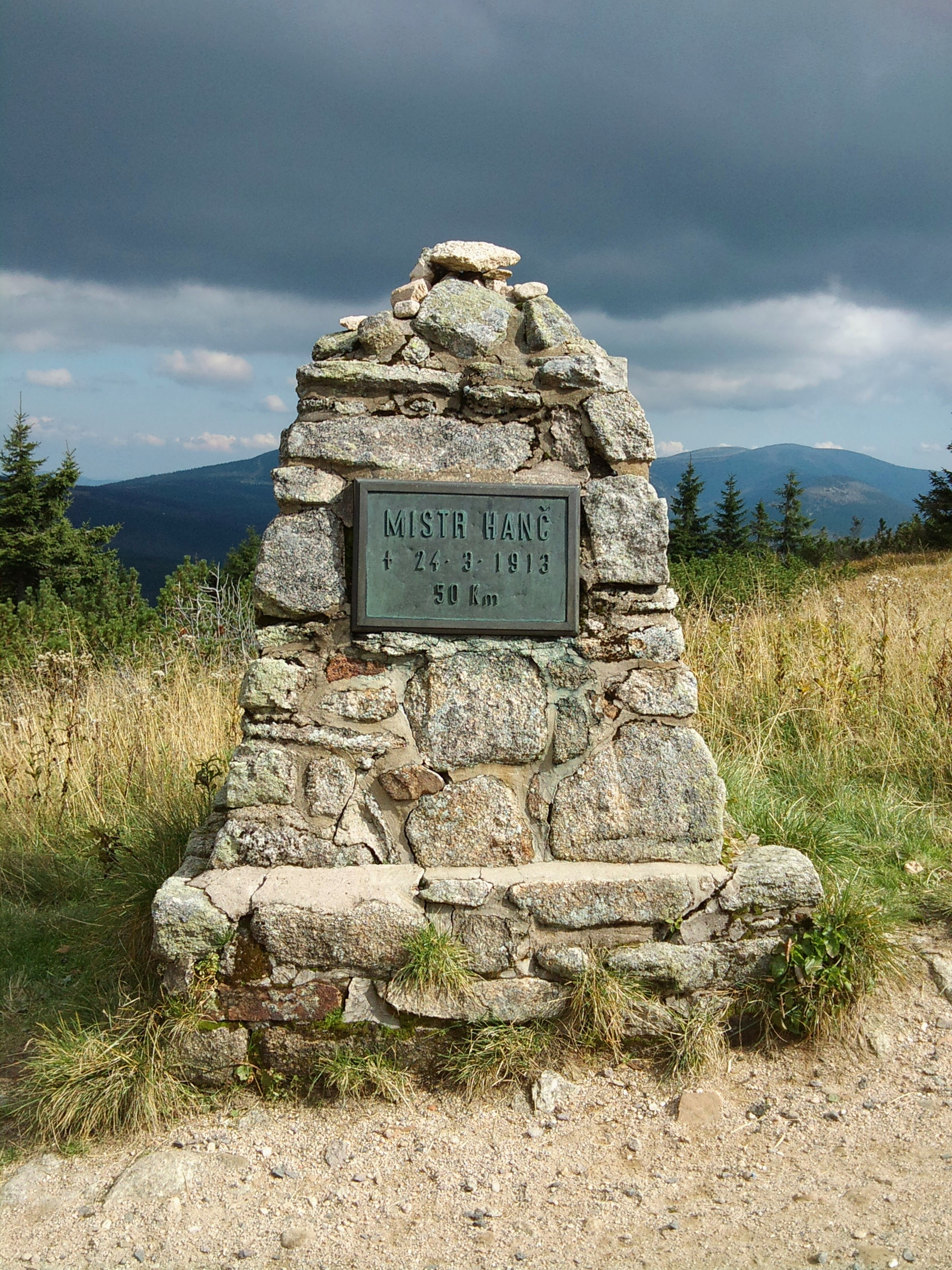
Hančův pomník

Tragickou událost dnes připomínají dva pomníky:
- Hančův pomník (50°45′30″ s. š., 15°32′40″ v. d.) na červené turistické značce mezi Vrbatovou a Labskou boudou. V těchto místech zanechal vysílený Emerich Rath polomrtvého Bohumila Hanče. Na desce je místo jména Bohumil "mistr".
- Mohyla Hanče a Vrbaty (50°45′8″ s. š., 15°32′52″ v. d.) na Vrbatově návrší na červené turistické značce mezi Vrbatovou boudou a Harrachovými kameny. V těchto místech byl nalezen umrzlý Václav Vrbata.

## Odrazy v kultuře
- kniha Františka Kožíka Synové hor (1954), životopisná povídka
- československý film Synové hor (1956) režiséra Čeňka Duby, adaptace Kožíkovy povídky
- kniha Miroslava Rampy Na hřebenech vichřice (1963), vyprávění
- kniha Miroslava Rampy Drama na Zlatém návrší (1992/1995), vyprávění, nová verze knihy Na hřebenech vichřice
- divadelní inscenace Slzy ošlehaných mužů divadla Vosto5 – příběh Hanče a Vrbaty vyprávěný Emerichem Rathem, zpracovaný jako stylizovaný loutkoherecký hold podkrkonošským ochotníkům
- český film Poslední závod (2022) režiséra Tomáše Hodana